# Endotoksin
Endotoksini so toksične snovi, ki so sestavina celične stene gramnegativnih bakterij in so iz lipopolisaharidov. Endotoksini se zadržujejo v bakteriji in se sprostijo v okolje le v primeru uničenja celične stene bakterije. V manjših količinah pa se sproščajo tudi med rastjo in delitvijo bakterij. Za biološki odziv telesa na endotoksin je odgovoren del lipopolisaharida, imenovan lipid A.
Vpliv endotoksinov na vretenčarje je odvisen od reakcije s specifičnimi receptorji na imunskih celicah, kot so: monociti, makrofagi, dendritične celice in druge.

## Zgodovina
Endotoksin in njegovo biološko aktivnost je prvi opisal Richard Friderich Johannes Pfeiffer leta 1892, kot temperaturno stabilen material, izoliran iz bakterije Vibrio cholerae, ki je pri morskih prašičkih izzvala toksično reakcijo. Izpostavil je tudi bistveno razliko od na temperaturo občutljivih eksotoksinov, strupov, ki jih izločajo bakterije.

## Lipopolisaharidi in ostali endotoksini

### Gram negativne bakterije
Endotoksini so veliki, temperaturno stabilni lipopolisaharidi (LPS), ki so glavni gradnik celične stene Gram negativnih bakterij in so odgovorni za nastanek številnih bolezni. V raztopinah imajo negativni naboj ter se združujejo v skupke. So hidrofobni in se adsorbirajo na hidrofobne površine.. Kljub temu, da termin endotoksin in LPS uporabljamo izmenično, pa je potrebno opozoriti, da niso vsi bakterijski LPS endotoksini, prav tako niso vsi endotoksini (še posebej ekstakti kloroocetne kisline)LPS.
LPS predstavljajo 45% komponent zunanje membrane in se med bakterijami razlikujejo. Vsem LPS  je skupna osnovna zgradba: lipid A na katerega je kovalentno vezana oligosaharidna sredica in polisaharidni O-antigen. Lipid A je najbolj ohranjen del LPS molekule in je poleg tega, da ohranja strukturo molekule, odgovoren za biološko aktivnost LPS. Ravno lipid A je tisti del molekule, ki se med bakterijami razlikuje in posledično se razlikuje tudi biološka aktivnost LPS med bakterijami. Oligosaharidna sredica je sestavvljena iz 6-12 razvejanih sladkorjev in je odgovorna za strukturo in funkcionalno integriteto zunanje membrane. O-antigen imenujemo tudi O-specifična veriga.. Razlog za to je, da se ta del LPS molekule nahaja na površju in je tako najbolj neposredno v stiku z gostiteljem. O-specifičnih verig ne tvorijo vse Gram- negativne bakterije. Ali bakterija ima O-specifično verigo lahko sklepamo že po videzu. Bakterije, ki imajo O-specifično verigo tvorijo gladke kolonije, ostale pa  hrapavo kolonijo. LPS so veliki okoli 10kDa, tvorijo pa lahko agregate, ki dosežejo velikost tudi do 1000kDa.
LPS se tekom življenjskega cikla bakterije sprošča v okolico, vendar v zelo majhnih količinah. Iz celice se sprosti šele po smrti bakterije. Pomembna lastnost je toplotna obstojnost. Razpade šele pri 180 °C.
Človek je sposoben tvorbe  protiteles proti endotoksinom, vendar le proti njegovim polisaharidnim verigam. S protitelesi se zavarujemo pred imunoaktivacijo sevno-specifičnih bakterij oz. njihovih specifičnih endotoksinov. Poskus na človeku je pokazal, da že majhne količine endotoksinov lahko privedejo do povišane temperature, zmanjšanega krvnega tlaka, vnetja in koagulacije. Endotoksini so glavni krivci za pojav bolezenskih znakov pri okužbi z Gram negativnimi bakterijami, kot je npr. Neisseria meningitides. E.coli vsebuje okoli 2 milijona LPS molekul na celico, ki se nahajajo na zunanji strani celične membrane. Na imunski sistem gostitelja začno delovati šele po tem, ko se sprostijo iz membrane. Sproščanje LPS iz celic pa je povezano s celično delitvijo, smrtjo in lizo celic.

### Gram pozitivne bakterije
Študije iz leta 1979 kažejo na produkcijo substanc, podobnih endotoksinom, katerih produkcijski organizem je Listeria monocytogenes. Prav tako neko vrsto toksinov, imenovanih delta-toksini, producira tudi bakterija Bacillus thuringiensis. Delta toksini so proteini, ki se nahajajo v inkluzijskih telescih, tik ob endosporah in so toksični za larve ter insekte, za človeka pa so nenevarni. 
S številnimi študijami so ovrgli predvidevanja o produkciji endotoksinov pri Gram pozitivnih bakterijah

## Mehanizem
Endotoksini lahko sprožijo številne biološke odzive in vivo: povišano telesno temperaturo, povišano število levkocitov v krvi, intravaskularne koagulacije, nekroze, hipotenzijo, šok, smrt. Kakšna bo aktivnost LPS molekule pa je odvisno od same strukture molekule. Večino teh odzivov sproži regija lipida A na LPS molekuli. Imunski sistem se namreč sproži, ko se LPS odcepi od membrane in je lipid A izpostavljen celicam imunskega sistema. Nekatere Gram negativne bakterije lahko sproščajo endotoksine tudi, če ne pride do lize celic. Vzrok za to so lahko okoljski dejavniki ali posledica delovanja antibiotikov, vključno z inhibitorji sinteze proteinov. Izločanje endotoksinov, zaradi delovanja antibiotikov ni omejeno le na antibiotike, ki uničijejo celično steno, kot so npr. beta-laktamski antibiotiki. Nekateri inhibitorji sinteze proteinov, kot je kloramfenikol, vzpodbujajo izločanje LPS, tako da vplivajo na samo produkcijo LPS. Tudi produkcija LPS molekul se med bakterijami razlikuje. Gram negativne bakterije, ki tvorijo gladke kolonije producirajo 10 krat manj LPS kot tiste, ki imajo hrapave kolonije.
Imunske celice na svoji površini izražajo receptorski kompleks TLR4/MD-2 (Toll-like receptor 4, myeloid differentiation-2), ki omogoča prepoznavanje endotoksinov in posledično uravnavanje celičnega odziva. TLR4 je membranski glikoprotein in je odgovoren za prenos signala preko membrane v celico, vendar sam direktno ne veže LPS. Za prepoznavanje LPS je odgovoren koreceptorski protein MD-2, ki je vezan na izvencelično domeno in je nujno potreben za aktivacijo celic. Signaliziranje LPS torej poteka preko TLR4/MD-2. Ko se TLR4 aktivira pride do znotrajcelične aktivacije, ki sproži imunski odziv (sintezo različnih vnetnih posrednikov, med drugim interlevkina 1β (IL-1β), interlevkina 6 (IL-6) in tumorje nekrotizirajočega faktorja α (TNF-α). Poleg citokinov, pa kot odziv na LPS molekule, makrofagi začno izločati različne encime in prostaglandine.
Za aktivacijo monocitov in makrofagov je dovolj že majhna količnina LPS. Odziv na LPS pri ljudeh je moč opaziti že pri vbrizganju 4ng endotoksinov na kilogram telesne teže. S tretiranjem monocitov in makrofagov z nizkimi koncentracijami LPS lahko dosežemo toleranco na endotoksine. To pomeni, da se ob naslednjem stiku z LPS, imunski odgovor celic ne bo sprožil oz. bo minimalen.

## Endotoksemija
Prisotnost endotoksinov v krvi imenujemo endotoksemija. Če to traja dalj časa lahko pride do septičnega šoka, ki je smrten v 20–50 %. Vendar pa izpostavljenost majhnim količinam endotoksinov prinaša organizmu tudi koristi, saj utrjuje imunski sistem pri preprečevanju okužb in nastanku novotvorb.

## Detekcija endotoksinov

### LAL test
Znanih je več kot 20 testov za detekcijo endotoksinov.Eden izmed njih je LAL test (Limulus Amebocyte Lysate). Prednosti tega testa so predvsem: občutljivost, zmožnost kvantifikacije, reaktivnost z biološko komponento lipidom A in enostavnost. Z LAL testom lahko zaznamo že zelo majhne količine LPS, za katere pa vemo, da lahko pri človeku povzročijo velike težave.
Leta 1956 je Frederick Bang odkril, da krvne celice imenovane amebocite, pridobljene iz podkvaste rakovice (Limulus polyphemus), vsebujejo strjevalni protein, ki napade endotoksine Gram negativnih bakterij.  Raziskave so pokazale, da je ekstrakt amebocit ekstremno občutljiv na endotoksine. Limus amebocitni ekstrakt je tako predstavljal potencialni biološki reagent, ki bi ga lahko uporabili kot diagnostično orodje za detekcijo in kvantifikacijo bakterijskih endotoksinov. 1983 je FDA odobrila LAL test, kot standardni test za detekcijo endotoksinov.  
Danes je poznanih že več metod/analiz LAL testa: Gel clot metoda, turbidimetrična kinetična metoda, kromogena kinetična metoda. Izmed katerih pa se najpogosteje izvajata dve: gel clot analiza in kromatogena kinetična analiza. 
Za kromatogeno kinetično analizo se uporablja modificiran  Limus amebocitni ekstrakt in sintetični kromogen substrat. Test je kvantitativen, saj je intenziteta barve proporcionalna vsebnosti endotoksinov v vzorcu. Test izvedemo s pomočjo čitalca mikrotiterskih plošč. Vzorcu dodamo Limus amebocitni ekstrakt in substrat, ter inkubiramo 60 min. Po inkubaciji preverimo obarvanost vzorca. Če se vzorci obarvajo, to kaže na prisotnost endotoksinov. Obarvanost lahko pomerimo s spektrofotometrom. Pozitivne lastnosti testa: hiter, zelo občutljiv, omogoča kvantifikacijo, potrebna majhna količina vzorca. Slabosti testa: če bi naš vzorec vseboval snovi, ki bi reagirale s substratom, bi dobili lažno pozitivne rezultate. 
Gel clot analiza omogoča detekcijo endotoksinov in temelji na zlepljanju lizata v prisotnosti endotoksinov. Test izvedemo v testnih vialah v katerih je reagent, LAL raztopina, človeški serumski albumin (stabilizator), NaCl in še nekateri ioni. V vialo dodamo naš vzorec (enak volumen kot je LAL raztopine) in inkubiramo 60 min na 37 °C. Če po inkubaciji opazimo nastanek gela, to pomeni, da so v vzorcu prisotni endotoksini. Slabosti testa: če nismo dovolj previdni se lahko gel tekom postopka sesede in test bo lažno negativen. Pozitivne lastnost testa: hiter, enostaven, specifičen, potrebna majhna količina vzorca.
LAL testi so zelo uporabni tudi za detekcijo endotoksinov (kot nečistoč) v zdravilih.

### Testiranje na kuncih
Test na kuncih je bil standardni test za detekcijo endotoksinov, odobren s strani FDA, vse do odobritve LAL testa.
Test na kuncih temelji na merjenju telesne temperature kuncev po intravenoznem ubrizganju preučevanega vzorca. Za test so uporabljali 3 kunce v štirih ponovitvah. Po vbrizganju vzorca so počakali 72h in nato  kuncem pomerili temperaturo. Povišana temperatura je bila pokazatelj prisotnosti endotoksinov v vzorcu. Enega kunca so uporabili za 25-30 testov. Slabosti testa: uporaba živali, test ni natančen, saj lahko dvig temperature povzročijo druge snovi v vzorcu, test traja zelo dolgo časa, lažno pozitiven rezultat lahko dobimo, ker so živali pod stresom.